# Ponte Togetsukyō
Il ponte Togetsukyō è un ponte situato ad Arashiyama, che attraversa il fiume Katsura.

## Storia
La costruzione del ponte è terminata nel settembre 1934, sebbene esistono testimonianze di un ponte che era stato costruito nei secoli precedenti. Il ponte, che ha una lunghezza di 155 metri e una larghezza di 11 metri, è stato costruito in cemento armato, tuttavia le ringhiere sono in legno, mentre l'illuminazione notturna è stata implementata solo a partire dal 2013, grazie a un'associazione locale che ha installato delle lampade a LED. Il ponte è noto come attrazione turistica, poiché ripreso in numerose pellicole e raffigurato in vari volantini, ed è conosciuto anche come "punto panoramico", poiché da esso si può avere un'ampia visuale della foresta di bambù di Arashiyama e Sagano.